# Mesnay
Mesnay es una localidad y comuna francesa situada en la región de Franco Condado, departamento de Jura, en el distrito de Lons-le-Saunier y cantón de Arbois.

## Demografía
| 609 | 578 | 505 | 530 | 489 | 567 | 188 |
| Para los censos de 1962 a 1999 la población legal corresponde a la población sin duplicidades (Fuente: INSEE [Consultar]) |     |     |     |     |     |     |